# 名古屋市交通局7000形電車
名古屋市交通局7000形電車（なごやしこうつうきょく7000がたでんしゃ）は、2003年（平成15年）に登場した名古屋市交通局（名古屋市営地下鉄）上飯田線用の通勤形電車である。
上飯田線のほか、名鉄小牧線への直通運転を実施している。

## 概要
上飯田線と名鉄小牧線を接続する上飯田連絡線の竣工に合わせて2003年（平成15年）に2編成（8両）が導入された。
同じく上飯田線・名鉄小牧線で使用される名鉄300系電車と走行機器、電装品、運転台や一部の内装品を共通化し、乗入れ協定に基づく共通性能の車両とした。

## 車両概説

### 車体
オールステンレス車体を採用し、大小2本のラインカラーの桃色帯が腰部に入っている。構体を従来工法（ビード付き。名鉄300系はビードなし）により建造したため、外観はむしろ鶴舞線3050形や桜通線6000形に近似している。前面は名鉄小牧線との相互直通運転のため、スカートを装備している。

### 内装
片側4扉の客室の側扉間ごとに転換クロスシートとロングシートの区画が分けられる、名鉄300系が初めて採用した座席配置とほぼ同様のものになっている。また、車内放送は小牧線、上飯田線でワンマン運転を行うため自動になっており、日本語と英語の2か国語により放送される。名鉄300系と同様、上飯田線内でも名鉄仕様のものが使用されている。
300系同様に、同局および日本の地下鉄車両としては唯一の転換クロスシートを全車両で一部に採用するが、ロングシートの袖仕切りが金属製であるほか、300系にあるクロスシートと側扉との衝立ての座席側の小テーブルは設置されていない。座席表地は薄紫色で、名古屋城の金のシャチホコや名古屋テレビ塔、東山動物園にちなんだコアラなどの模様が施されている。また、名古屋市営地下鉄で初めて三角形のつり革が採用された。
バリアフリー対策として、両先頭車に車椅子スペースが設置された。

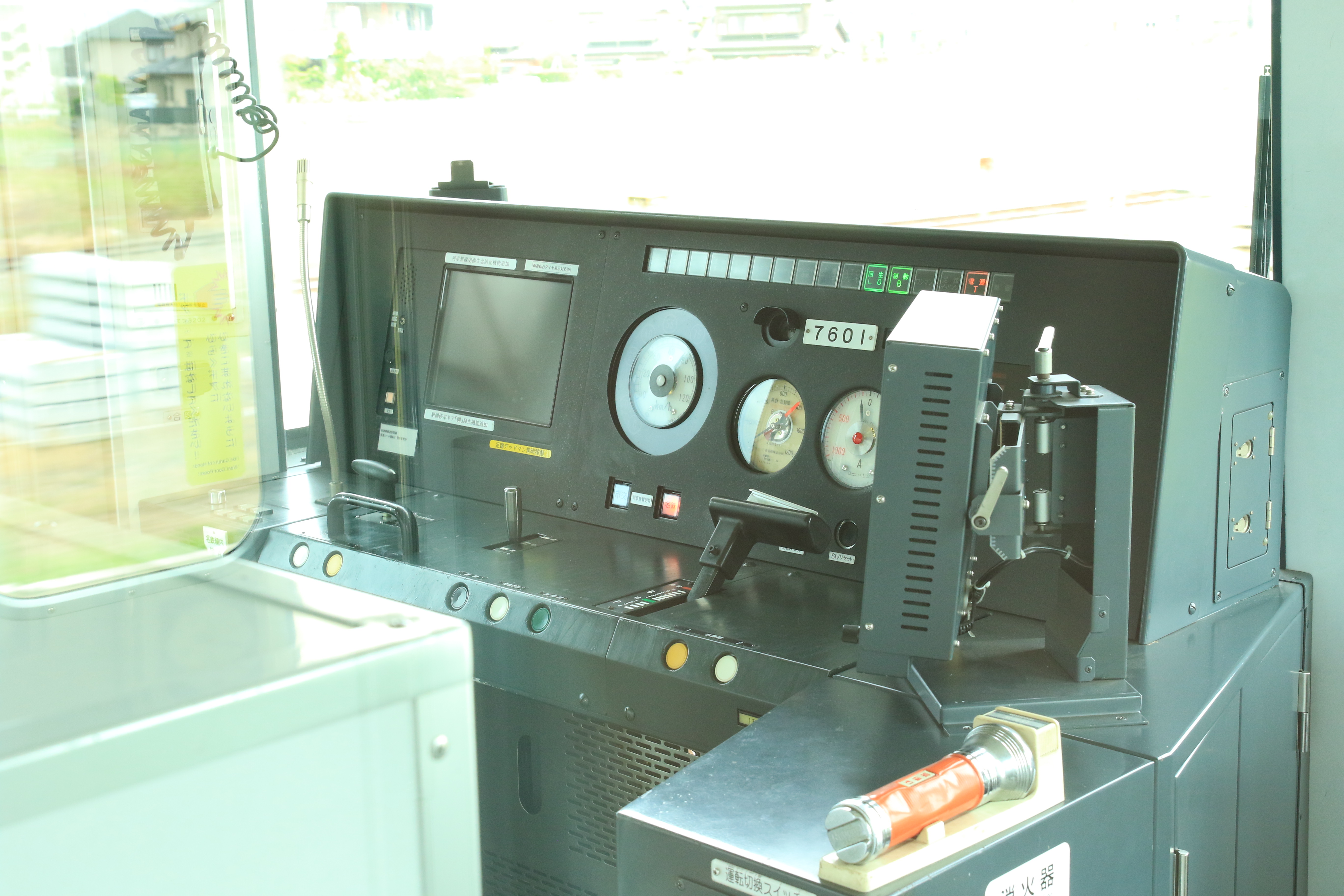
7000形の運転台
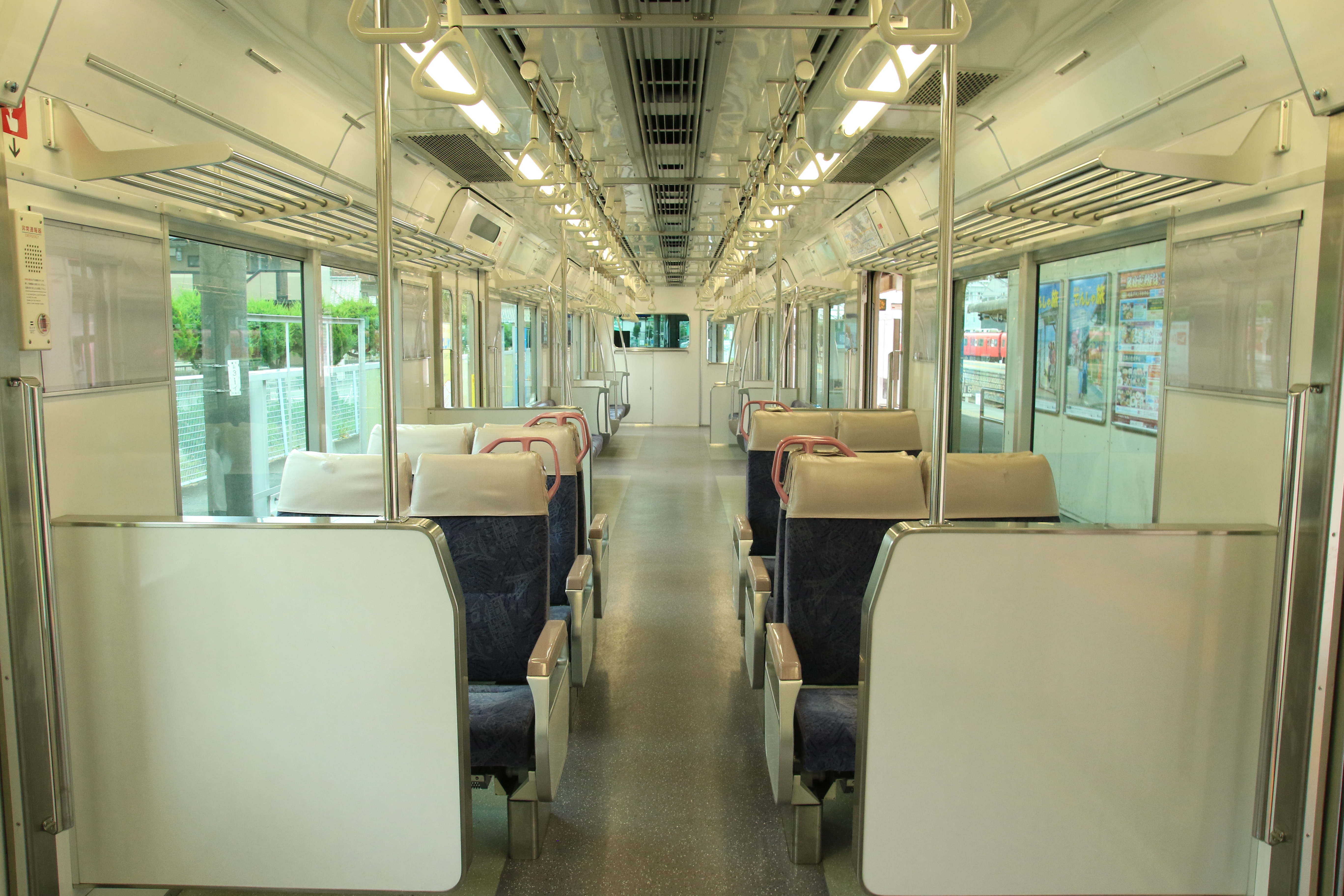
先頭車両の車内
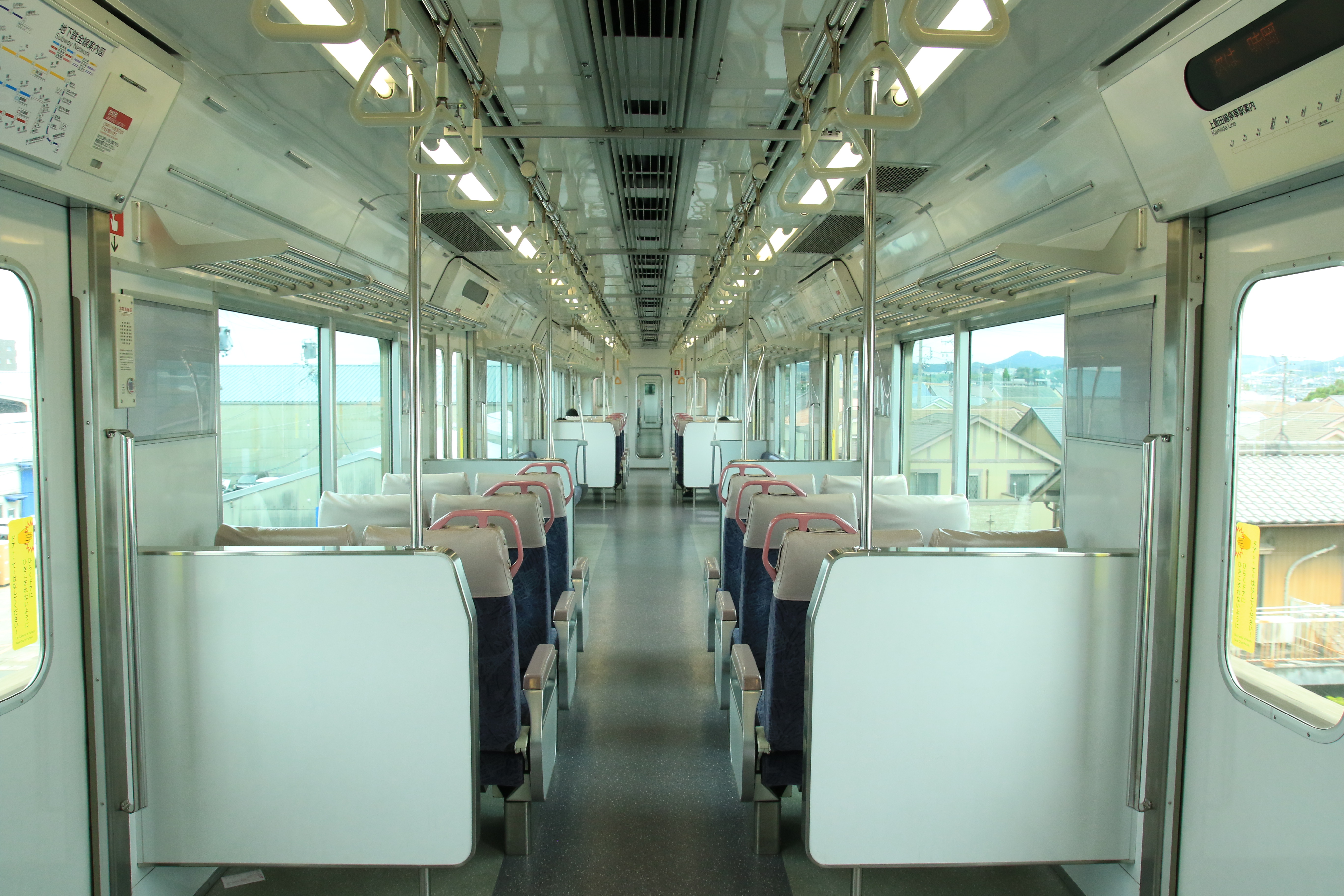
中間車両の車内
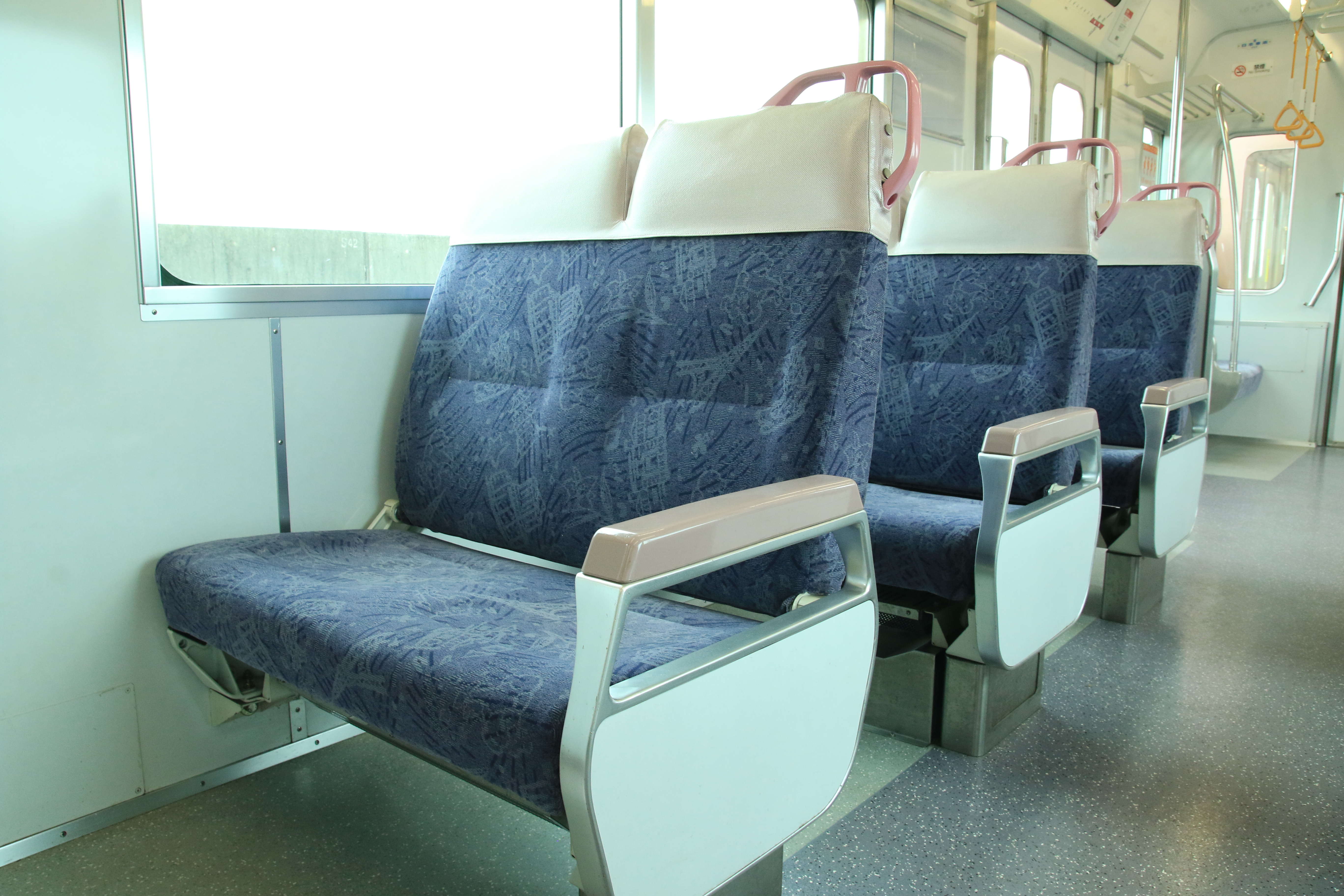
転換クロスシート
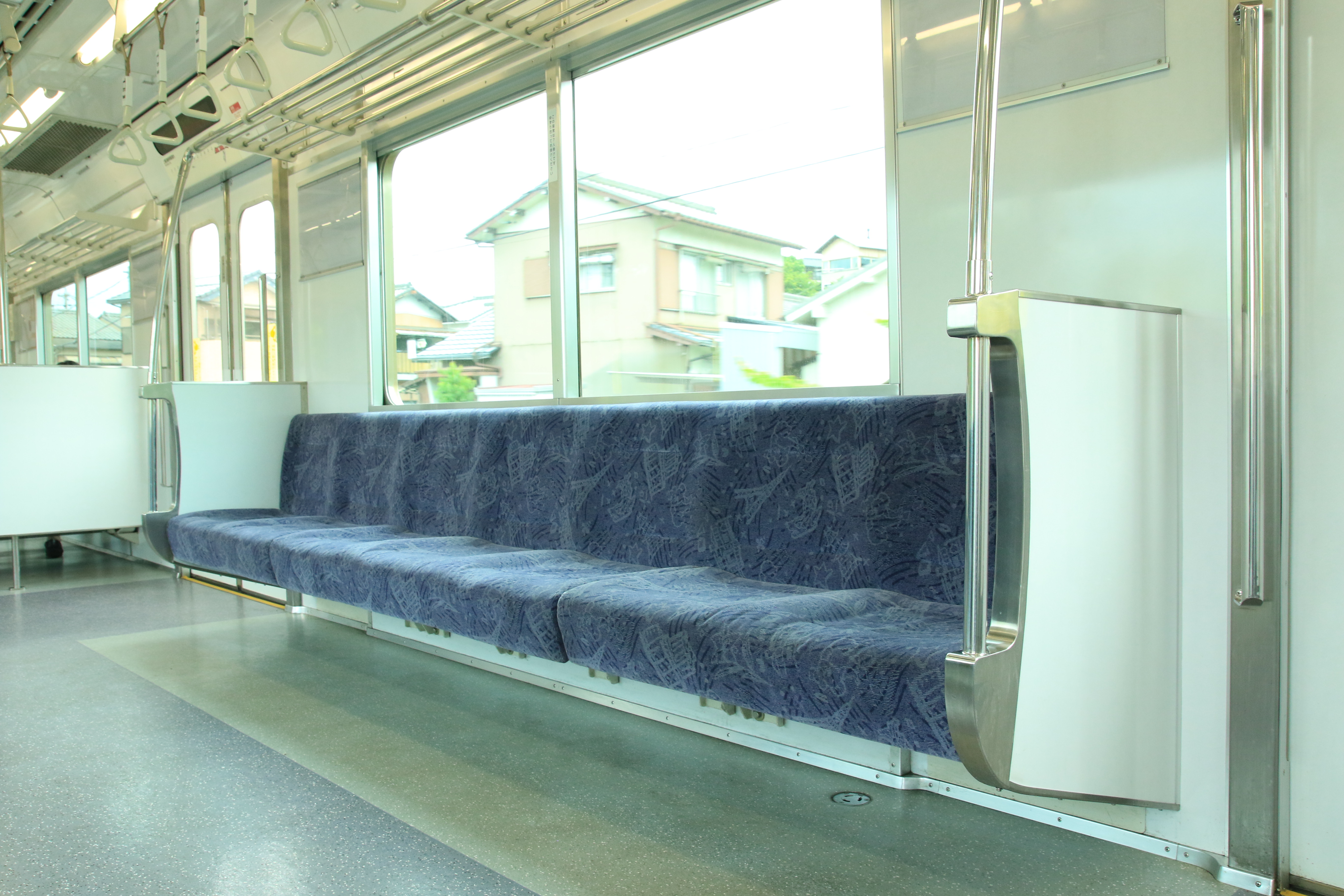
7人掛けロングシート
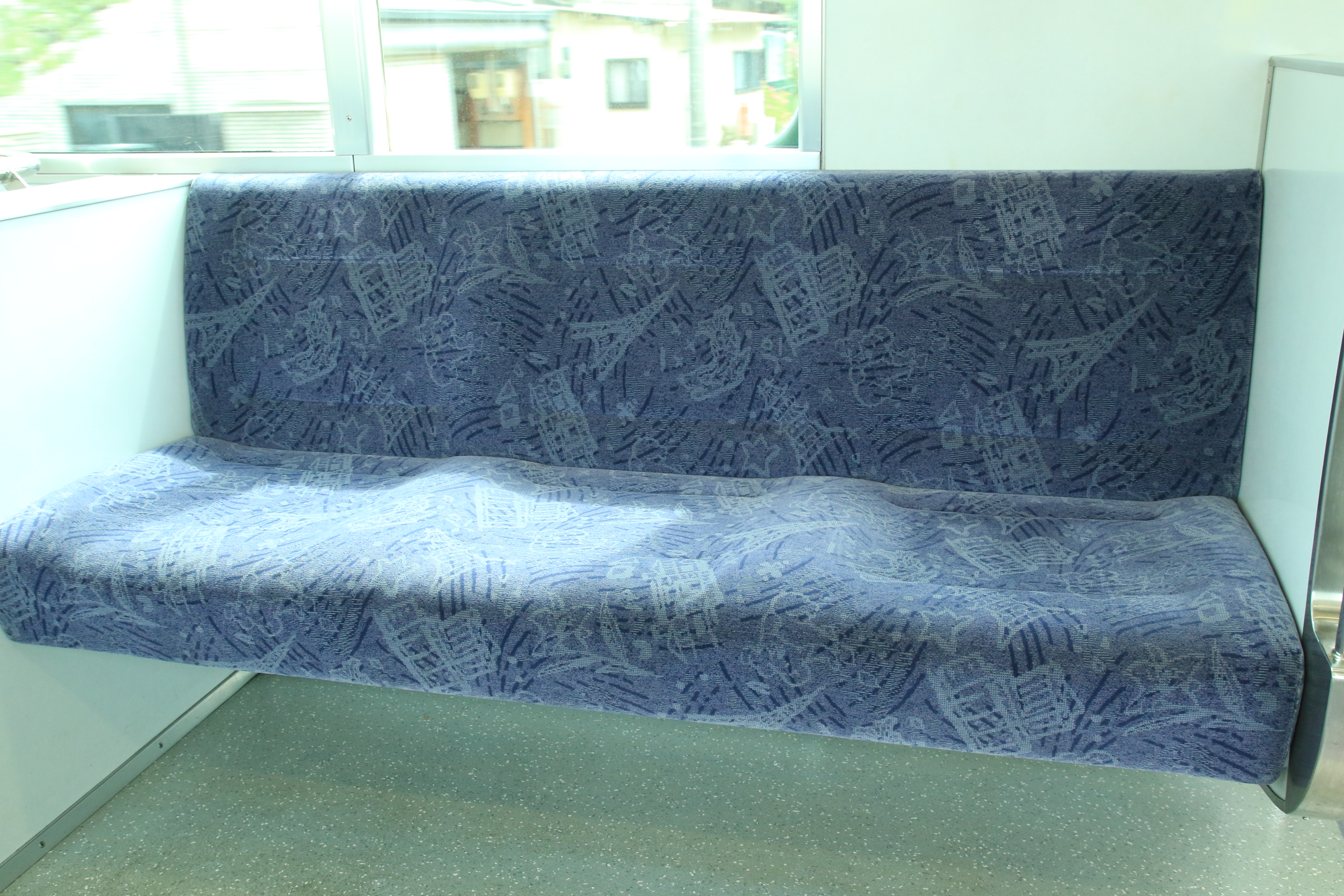
3人掛けロングシート

### 機器類
主幹制御器は名古屋市営地下鉄では初採用となる右手操作式のワンハンドル操作型となった。また、名古屋市営地下鉄で初めてかつ唯一名鉄仕様の発車予告メロディが搭載されている。
パンタグラフはシングルアーム式で、中間車の7200形と7300形に1台ずつ設置されている。
IGBT素子VVVFインバータ制御装置（車両制御装置 ＝ VVVF制御装置と補助電源装置を一体化したもの）は、名古屋市交通局で初めての採用例となった。

## 編成
|          | ← 平安通犬山 → |      |      |      |
| 形式     | 7100           | 7200 | 7300 | 7600 |
| 区分     | Tc1            | M2   | M1   | Tc2  |
| 車両番号 | 7101           | 7201 | 7301 | 7601 |
| 車両番号 | 7102           | 7202 | 7302 | 7602 |

## 定期保守
上飯田線内に車庫はなく、名鉄線を経由しないと鶴舞線と桜通線へ線路が繋がっていないため、整備・検査は名鉄に委託されており、列車検査と月検査は犬山検査場、重要部検査と全般検査は舞木検査場で実施されている。
舞木検査場での検査後は、名鉄名古屋本線で試運転を行う。

## 運用区間
- 名古屋市営地下鉄上飯田線（上飯田 - 平安通）
- 名鉄小牧線（犬山 - 上飯田）

名鉄と名古屋市交通局との車両使用料を相殺するためにダイヤを限定して運用されている。上飯田線のみの列車は本形式で運用される。